# Lucius Richard O'Brien
Lucius Richard O'Brien (Shanty Bay, Ontario, 15 de agosto de 1832 – Toronto, 13 de dezembro de 1899) foi um engenheiro civil e pintor canadense. É mais conhecido por suas pinturas de paisagens do Canadá em óleo e aquarela. Muitas de suas pinturas fazem parte do acervo da National Gallery of Canada.
Foi o fundador e primeiro presidente da Royal Canadian Academy of Arts em 1880 e editor da Picturesque Canada (1882).
Morreu em Toronto, Ontario aos 67 anos de idade. 